# Poculopsis ogrensis
Poculopsis ogrensis är en svampart som beskrevs av Kirschst. 1935. Poculopsis ogrensis ingår i släktet Poculopsis och familjen Helotiaceae.  Arten är reproducerande i Sverige. Inga underarter finns listade i Catalogue of Life.